# Grupa eksperymentalna
Grupa eksperymentalna – w metodologii nauki grupa obiektów, na której odbywa się manipulacja eksperymentalna.
Wyniki uzyskane w grupie eksperymentalnej z reguły są porównywane z wynikami uzyskanymi w innych grupach eksperymentalnych lub w grupie kontrolnej, w której nie zastosowano manipulacji eksperymentalnej. Do porównywań wykorzystuje się różne techniki analizy statystycznej.